# Madison Lake
Madison Lake è una città degli Stati Uniti d'America, situata in Minnesota, nella contea di Blue Earth.